# Кладо, Николай Николаевич
Николай Николаевич Кладо (17 января 1909, Санкт-Петербург — 23 декабря 1990, Москва) — советский кинокритик, киновед, педагог, драматург, сценарист и режиссёр. Заслуженный деятель искусств РСФСР (1987).

## Биография
Родился 17 января 1909 года в Санкт-Петербурге. Его отец, Николай Лаврентьевич Кладо (1862—1919), военно-морской теоретик и историк, генерал-майор, профессор Морской академии. В 1917—1919 годах был начальником Морской академии. Мать — Анна Николаевна Всесвятская, врач. Сестры: Татьяна Николаевна Кладо (по отцу) — метеоролог, переводчик, поэт Серебряного века; Наталья Николаевна Кладо (Броссе) — преподаватель английского языка. Брат — Лев Николаевич Кладо, умер ребёнком.
В 1926—1927 годах Николай Кладо учился на операторском отделении Ленинградского фотокинотехникума. В 1927—1929 годах продолжил образование в Ленинградском государственном институте истории искусств. Параллельно работал осветителем, помощником режиссёра, пробовал себя в журналистике. Учился в сценарной мастерской Ленинградской кинофабрики «Совкино», где познакомился с Григорием Козинцевым и Леонидом Траубергом. В своих воспоминаниях «Туда и обратно» писал:

Я часто после съёмок провожал Григория Михайловича до дому, хотя мне было совсем не по пути. И каждый раз жалел, что он живёт близко. Так мне казалось. Эти беседы запомнились на всю жизнь. Они стали моей академией кинематографических знаний. В коллективе ленфильмовской молодежи я поставил две короткометражки. Написал сценарии «Круг и треугольник», «Гроза фашизма» и «Море по колено» и т. д.
В 1929—1934 годах работал на кинофабрике «Узбекгоскино» в Ташкенте, где написал несколько сценариев и поставил как режиссёр фильмы «Американка из Багдада», «Оазис в песках», «Колодец смерти».
В 1935—1936 годах учился в аспирантуре ВГИКа по специальности «Теория кинодраматургии». Кинодраматург Иосиф Маневич вспоминал:

Коля Кладо к тому времени тоже уже поднаторел в киноискусстве. Он был ассистентом Герасимова на двух картинах, снимал документальные картины в «Узбеккино», писал рецензии и очень хлестко выступал на дискуссиях.
В 1938—1940 годах был старшим редактором Комитета по делам кинематографии при СНК СССР.
В 1940—1954 годах работал в Сталинабаде. В 1957 году перевёз семью в Москву.
В 1957—1978 годах преподавал на сценарно-киноведческом факультете ВГИКа.
Был членом Союза писателей СССР и членом Союза кинематографистов СССР.
Киновед Валерий Фомин вспоминал:

Мне посчастливилось в своё время увидеть Николая Николаевича Кладо в его коронном жанре публичного скандалитэ. К тому времени за ним уже столь прочно закрепилась соответствующая слава, что на трибуну его уже всеми правдами и неправдами просто не выпускали. Каждый раз он был вынужден просто прорываться. (…) Начальству при одном его появлении делалось дурно, а простой наш кинематографический народ, возможно, не всегда разделяя его мысли и оценки, был всё равно ему страшно благодарен за то, что во время его огненных спичей в зале просыпались даже дохлые мухи. В другие времена и при другом начальстве талантам, знаниям и редким качествам Николая Николаевича наверняка нашлось бы более подходящее применение, а может быть, даже и цены бы им не было.
Выступал в печати с 1924 года. Автор многочисленных статей по вопросам киноискусства в сборниках и периодических изданиях, в том числе «Искусство кино», «Советский экран», «Литературная газета», а также нескольких книг и буклетов об актёрах советского кино. Автор послесловия и составитель сборника «Таджикская советская драматургия» (1957), автор вступительного очерка и составитель Собрания сочинений братьев Васильевых (1981—1982), альбома-очерка «Братья Васильевы» (1979).
Автор пьес «Соловьиный источник» (пост. 1947), «Супружеский спор» (1949), «Год сомнений» (1952), «Амурские волны» (пост. 1966—1967) и др.
10 декабря 1987 года ему было присвоено звание заслуженного деятеля искусств РСФСР.
Умер 23 декабря 1990 года. Похоронен на Миусском кладбище в Москве.

## Семья
- Первая жена — Люся Джалилова, актриса.
- Вторая жена — Би-Зумрат Насырова, актриса.

Дети:
- - Тимур Николаевич Кладо (род. 1940) — строитель,
  - Фатима Николаевна Кладо (1942—2021) — актриса, жена актёра Геннадия Королькова
  - Дильбар Николаевна Кладо (род. 1943) — тележурналист, вторая жена академика Алексея Яблокова
- Третья жена — Лилия Ивановна Беляева (1934—2018) — писательница.
  - Дочь — Екатерина Николаевна Кладо (род. 1970) — киновед.

## Фильмография

### Режиссёр
- 1930 — Американка из Багдада
- 1931 — Оазис в песках (документальный)
- 1932 — Ташкент — город грязный (короткометражный)
- 1933 — Колодец смерти
- 1940 — Пик молодости
- 1945 — Уйгурский концерт (документальный)

### Сценарист
- 1930 — Американка из Багдада
- 1930 — Верблюжий телеграф (документальный)
- 1930 — Крепи оборону (документальный)
- 1930 — Море по колено (документальный)
- 1931 — Оазис в песках (документальный)
- 1931 — Подъём
- 1932 — Ташкент — город грязный (короткометражный)
- 1933 — Колодец смерти
- 1934 — Пионеры в борьбе за хлопок (документальный)
- 1934 — Помнить надо (документальный)
- 1936 — Рашель (документальный)
- 1941 — Встреча (документальный)
- 1945 — Рождение офицера (документальный)
- 1945 — Уйгурский концерт (документальный)
- 1948 — Волшебный ковёр (анимационный)
- 1952 — Субтропики (документальный)
- 1956 — Честь семьи
- 1959 — Токтогул
- 1961 — Молодые львы Монголии (документальный)
- 1965 — Наргис — анимационный
- 1965 — А девушки все едут (документальный)
- 1965 — Беседы о Луначарском (документальный)
- 1965 — Комсомольск продолжается (документальный)
- 1965 — Я из Ефремова (документальный)
- 1969 — Подруги из Тольятти (документальный)
- 1971 — Эдуард Тиссэ (документальный)
- 1978 — Авторитет (документальный)
- 1979 — Город без бабушек (телевизионный)